# Autoroute A49
L'autoroute A 49 è un'autostrada francese che permette il collegamento tra Valenza e Grenoble e fa parte della strada europea E713. Ha inizio al confine tra Châteauneuf-sur-Isère e Bourg-de-Péage e prosegue la N532 senza soluzione di continuità. Risale la valle dell'Isère fino a Voreppe, dove termina allo svincolo con l'autoroute A48.